# Distrito de Rosario
El Distrito peruano de Rosario es uno de los 8 distritos de la Provincia de Acobamba, ubicada en el Departamento de Huancavelica, bajo la administración del Gobierno regional de Huancavelica - Perú.

## Historia
El distrito fue creado mediante Ley del 24 de noviembre de 1955, en el gobierno del Presidente Manuel A. Odria,  fundado por Felix Gonzales Béjar, Santacruz  Tello,  Máximo Durand Tinoco, Fortunato Guzmán, Juan Abregu Chávez, Juan Orejón Machuca.

## Geografía
Rosario cuenta con una superficie de 97,07 km². Está situada a una altitud promedio de 3 640 m s. n. m.

## Autoridades

### Municipales
- 2015-2018[1]
  - Alcalde: JOSUE LANDEO DELGADILLO, (MOVIMIENTO REGIONAL AGUA).
  - Regidores: EDGAR CARRERA ANTEZANA (AGUA), MIGUEL ECHAVARRIAPINO (AGUA),

ROSENDO RUPAY MATEO (AGUA), BERTA OTERO GUZMAN  (AGUA), LUIS ALBERTO TAIPE DEARTE (AYNI).

### Religiosas
- Obispo de Huancavelica: Monseñor Isidro Barrio Barrio (2005 - ).